# Idalus sublineata
Idalus sublineata là một loài bướm đêm thuộc phân họ Arctiinae, họ Erebidae.